# Joaquin Abati y Diaz
Joaquín Abati y Díaz (Madrid, 29 giugno 1865 – Madrid, 30 luglio 1936) è stato un commediografo spagnolo.
Fu autore di oltre un centinaio di opere teatrali che spesso fecero presa sul pubblico per la loro facile comicità. Inoltre scrisse libretti di zarzuela, alcuni dei quali musicò egli stesso (Las Venecianas, ecc.). Collaborò anche con altri commediografi, tra cui Carlos Arniches e Antonio Paso.

## Commedie
- El gran tacaño
- Los hijos artificiales
- Los perros de presa